# William Tell (músico)
Guillermo Tell  (nacido el 7 de febrero de 1980) es el exguitarrista y vocalista de la banda de piano rock Something Corporate. Después de dejar la banda en 2004 para una carrera en solitario, Tell  firmó con New Door Records en registros de artista en solitario. Su primer disco en solitario fue You Can Hold Me Down que se escuchó al aire en 13 de marzo de 2007.
- Datos: Q6167737